# Hipposideros lankadiva
Hipposideros lankadiva — є одним з видів кажанів родини Hipposideridae.

## Поширення
Країни поширення: Бангладеш, Індія (штат Андхра-Прадеш, Карнатака, Мадхья-Прадеш, Махараштра, Мегхалая, Орісса, Раджастхан, Західна Бенгалія), Шрі-Ланка. Записаний від рівня моря до висоти близько 1000 м над рівнем моря. Це колоніальний вид, що лаштує сідала від невеликих (50 осіб) до дуже великих (декілька тисяч чоловік) колоній в печерах, старих закинутих тунелях, старовинних храмах і підвалах в старих будівлях. Цей вид був виявлений в асоціації з іншими кажанами. Вилітає рано і високо літає, полюючи на великих жуків (жорсткокрилі) та інших великих і жорстких комах. Цей вид розмножується один раз на рік і народжується одне дитинча після періоду вагітності, що дорівнює 260 дням.

## Загрози та охорона
Цей вид знаходиться під загрозою через втрати середовища проживання, в основному за рахунок комерційних рубок та перетворення земель для сільськогосподарського використання, для плантацій і для людських поселень. Вид був записаний в охоронних територіях.